# Религии НЛО
Религии НЛО, НЛО-религии, УФО-религии (англ. UFO religions) — новые религиозные движения, в которых во главу угла поставлена вера в существование внеземной жизни и неопознанных летающих объектов.
Эти новые религиозные движения своими корнями уходят в weird fiction, раннюю научную фантастику (особенно космическая опера) и уфологическую литературу. Также влияние оказали предполагаемые наблюдения за НЛО и похищения пришельцами. Обычно приверженцы этих новых религиозных движений полагают, что инопланетяне будут заинтересованы в сохранении и умножении человечества, которое в их планах уже является или станет основой для будущей цивилизации пришельцев. Некоторые из последователей НЛО-религий верят, что инопланетяне имеют непосредственное отношение к сверхъестественному и в большей степени подобны ангелам, нежели похожи на гуманоидов.

## Общее описание
По своей сути НЛО-религии являются милленаристскими. Некоторые приверженцы НЛО-религий считают, что появление или новое обнаружение внеземных цивилизаций, технологий и духовности позволит людям преодолеть существующие ныне экологические, духовные и социальные потрясения и сложности. Война, ненависть, фанатизм, бедность будут преодолены благодаря технологиям и мудрости стоящей на более высокой ступени развития инопланетной цивилизации.
Первоначально религии НЛО возникли в 1950-х годах в таких странах, как Великобритания, Канада, США, Франция и Япония в связи с появлением контактёров.

## Известные религии НЛО

### Академия наук Юнариуса
Академия наук Юнариуса основана в 1954 году в Эль-Кахоне Эрнстом Л. Норманом и его женой Рут. Юнарианцы верят, что посредством использования четырёхмерного пространства они могут общаться с высокоразвитыми существами из внеземной цивилизации. Также они верят в реинкарнацию и считают, что в древности Солнечная система была заселена инопланетными цивилизациями.

### Вселенные люди
Вселенные люди или Космические люди светлых сил (чеш. Vesmírní lidé sil světla) были созданы в Чехии Иво А. Бенда, который утверждал, что с октября 1997 года получил способность общаться с представителями внеземных цивилизаций посредством телепатии, а позднее это общение стало личным. Он заявлял, что эти высокоразвитые цивилизации располагают целым флотом межпланетных кораблей и во главе их стоит Аштар (Аштар Шеран), неусыпно наблюдающий за Землёй, помогающий добру и ожидающий наступления часа, когда он сможет переправить своих последователей. Учение Вселенских людей включает в себя различные стороны уфологии (некоторые зарубежные контактёры записываются как свои, хотя в дальнейшем выясняется, что это неправда), христианства (Иисус представляется как существо с «хорошими вибрациями») и теорий заговора (силы зла намереваются устроить резню среди землян).
Скептики утверждают, что обстоятельства встречи Бенды с Аштаром слишком напоминают случай телевизионного хулиганства в Великобритании в 1977 году, когда неизвестный подключился в прямой телеэфир телекомпании Southern Television и стал вещать о прибытии пришельцев на Землю.

### Нация ислама
В Нации ислама НЛО рассматривается как техногенное устройство, которое управляется не пришельцами, а людьми, и их появление будет означать начало Судного дня. Элайджа Мухаммад заявлял, что в Книге пророка Иезекииля описывается «Корабль-матка» или большое «Колесо». Элайджа отмечал, что его наставник Уоллес Фард Мухаммад, который утверждал, что на Земле существовала скрытая технология, о которой известно избранным учёным по всему миру. Фард объяснял, что у него был огромный «Корабль-матка» или большое «Колесо», построенный в 1929 году на острове Ниппон (Япония). Нынешний руководитель «Нации ислама» Луис Фаррахан описывает «Корабль-матку» следующим образом: 
Достопочтенный Элайджа Мухаммад рассказал нам об огромном «Корабле-матке», который, как и Вселенная, создан как сфера внутри сферы. Белые люди называют их неопознанные летающие объекты (НЛО). Иезекииль, в Ветхом Завете, видел колесо, похожее на облако днём, но на столп огня ночью. Достопочтенный Элайджа Мухаммад сказал, что колесо было построено на острове Ниппон, который сейчас называется Япония, некими особенными учёными. Было взято 15 миллиардов долларов золота в то время, чтобы построить его. Он был изготовлен из самой прочной стали. Америка ещё не знает состава стали, использовавшейся, чтобы сделать подобное сооружение. Это круглый самолёт, и Библия говорит, что он никогда не делает повороты. Потому что из-за своих круглых форм способен останавливаться и совершать путешествия во всех направлениях со скоростью тысячи миль в час. Он говорил, что имеется 1500 малых колёс в материнском колесе, которое имеет размеры полмили на полмили (800 х 800 метров). Этот «Корабль-матка» подобен небольшой планете, построенной человеком. Каждый из этих небольших самолётов несёт по три бомбы.

### Небесные врата
Группа «Небесные врата» получила широкую известность после того, как 39 человек, являвшиеся её членами, по распоряжению своего руководителя Маршалла Эпплуайта совершили массовое самоубийство. Они считали себя чужими на Земле и в ожидании космического корабля, который должен был прилететь вместе с кометой C/1995 O1 (Хейла — Боппа), жили в затемнённом доме и носили особую одежду и обувь, готовясь к долгому перелёту. Путём самоубийства они рассчитывали освободить свои души, которые должны были быть приняты на корабль, якобы прятавшийся за кометой.

### Общество Этериуса
Общество Этериуса было создано в 1955 году в Великобритании контактёром Джорджем Кингом, утверждавшим, что он сумел вступить в связь с внеземным разумом под названием Этериус, который является представителем «Межпланетного парламента». Согласно этериусианцам их общество выступает в качестве проводника «космической передачи первейшей метафизической важности», которая может быть распространена на всё остальное человечество. Эти «передачи» каждого сеанса «телепатической связи» Кинга, сидевшего в состоянии «самадхи» и выступавшего в качестве «источника», были записаны на магнитную ленту находившимися рядом с ним последователями. В них предрекалось появление в ближайшее время летающих тарелок в различных уголках мира. Сам Кинг популяризировал среди своих последователей йогу, энергетическую медицину, чтение мантр и «динамическую молитву».

### Раэлиты
Международное раэлитское движение определяется как «крупнейшая НЛО-религия в мире». Раэляне верят, что существа, известные как инопланетяне, зовутся Элохим и создали с помощью генной инженерии жизнь на Земле, а также верят в то, что клонирование человека и в сочетании с «передачей сознания» в конечном счёте может обеспечить вечную жизнь. Раэлиты рассматривают Иисуса Христа, Будду и Мухаммеда как религиозных наставников, которые были посланы этими самыми высокоразвитыми инопланетянами для того, чтобы передать человечеству наукоёмкие знания. А в будущем Элохим сами придут на Землю для того, чтобы завершить своё откровение и обучение человечества.

### Саентология
Религиовед и писатель Грегори Рийс относит саентологию к УФО-группам в связи с её учением о «космической опере», при этом отмечая, что она уникальна в УФО-культуре и её трудно отнести к какой-либо одной категории. Истории о внеземных цивилизациях и их вмешательстве в прошлом в жизнь людей являются составной частью саентологического учения. Наиболее известным является повествование о правителе Галактической конфедерации Ксену, который объявил, что 75 миллионов лет назад он бросил замороженных людей на Землю рядом с несколькими вулканами, а затем сбросил на них водородные бомбы с целью решить вопрос перенаселения. Души этих людей были схвачены Ксену и заключены в телесную оболочку.
Согласно саентологии люди неоднократно прожили множество жизней, включая жизни в высокоразвитых внеземных сообществах, таких как гелатробусы и маркабиансы. Болезненные воспоминания от этих прошлых жизней являются, согласно саентологии, причинами большого количества физических и психических недугов. Саентологи считают, что люди обладают сверхчеловеческими способностями, которые не могут быть раскрыты, пока человек не станет оперирующим тэтаном, пройдя практику одитинг так, как это описал Лафайет Рональд Хаббард.
Согласно Хаббарду тэтаны (саентологическое обозначение человека) умирают, их души отправляются на «станцию отправления», расположенную на планете Венера, где они реимплантируются и перепрограммируются на забывание своих прошлых жизней. Затем венерианцы заключат каждого тэтана в «капсулу» и отправляют обратно на Землю, где они падают в воды Тихого океана у побережья Калифорнии, а затем каждый тэтан ищет себе новое тело для воплощения. Таким образом, чтобы избежать всех этих неприятностей, Хаббард посоветовал своим последователям после смерти отказываться от поездки на Венеру.

### Универсальная промышленная церковь утешителя нового мира
«Универсальная промышленная церковь утешителя нового мира» (англ. Universal Industrial Church of the New World Comforter) была основана в 1973 году бывшим художником-графиком с Лонг Бич Алленом Майклом (настоящая фамилия Нунан), заявившим в 1947 году о существовании космических галактических существ, а себя называвшим пришельцем, спустившимся на Землю с помощью световых лучей. Он заявлял, что в 1954 году своими глазами видел летающую тарелку рядом с Giant Rock в пустыне Мохава. Во время Лета любви в Сан-Франциско он создал коммуну «Семья единого мира» (англ. One World Family Commune) с веганским рестораном «Здесь и сейчас» (англ. Here and Now), располагавшимся на углу Хейт-стрит и Скотт-стрит, за которым были открыты ещё семь. Коммуна проживала в начале 1970-х годов в двух больших домах в Беркли. В 1969 году в районе улиц Телеграф-авеню и Хаст-стрит коммуна создала ещё больший по площади веганский ресторан под названием «Центр натуральной пищи семьи единого мира» (англ. One World Family Natural Food Center). На одной из стен ресторана Нуном была нарисована фреска, над которой была размещена надпись: «Фермеры, рабочие, солдаты объединяйтесь — Народная духовная реформация 1776—1976!» Фермер держал вилы, рабочий держал молот, и солдат держал оружие, и все трое обнимали другу друга за плечи. А над ними кружили заходившие на посадку летающие тарелки. Издавалась поваренная книга «Космическая кулинария» (англ. Cosmic Cookery). В 1973 году Нуна издал первый том своих откровений контактёра под названием «Вечное Евангелие» (англ. The Everlasting Gospel). В 1975 году «Универсальная промышленная церковь утешителя нового мира» и веганский ресторан переехали в Стоктон. Нунан баллотировался на пост президента Соединённых Штатов на выборах 1980 и 1984 от Партии утопического соединения (англ. Utopian Synthesis Party).

### Церковь недомудреца
Организация возникла в 1979 году после публикации «SubGenius Pamphlet № 1» Ивана Стэнга и Филона Драммонда. «Церковь недомудреца» представляет собой пародийную религию, чью деятельность поддерживают скептики и атеисты. После выхода в 1983 году «Книги недомудреца» было объявлено, что основатель организации Дж. Р. „Боб“ Доббс находится в связи с внеземной цивилизацией, именуемой Иксисты (англ. X-ists), которая намерена начать вторжение на землю 5 июля 1998 года. Несмотря на то, что указанный день прошёл, члены организации нисколько не усомнились в правильности предсказаний Доббса, а 5 июля проводятся ежегодные празднества. Кроме того, члены организации убеждены, что по происхождению являются не людьми, а кем-то вроде йети.

### Чен Тао
Группа Чен Тао была создана в 1955 году на Тайване бывшим профессором социологии Хонг Мин Ченом.

### Fiat Lux
Группа Fiat Lux была создана в 1973 году бывшей секретаршей Эрикой Хедвинг Бертшингер-Эикке, также известной как Уриелла.

## НЛО в других религиозных системах

### Новое послание от Бога
Группа «Новое послание от Бога» заявляет, что инопланетяне прилетают на Землю с целью воспользоваться экологическими катастрофами: «Человечество в настоящее время сталкивается с соперником с другой стороны мира, вмешивающегося в гонку за передел мира, стремящегося воспользоваться слабостью и разобщённостью человечества, готового извлечь выгоду из упадка человеческой цивилизации».

### Теософия и Майтрейя
Теософский гуру Бенджамин Крем утверждает, что Мессия — это Майтрейя, который вскоре должен явить себя миру, а в настоящее время находится в телепатической связи со своими братьями нордическими пришельцами, обитающими на летающих тарелках. Крем поддерживается мнение, что нордические пришельцы являются представителями высокоразвитой цивилизации, существующей на эфирном плане, планеты Венеры и прилетели к нам на летающих тарелках за сотни миллионов лет ради нашего развития. Крем согласен с Джорджем Адамски и считает, что эти летающие тарелки способны как преодолеть собственную вибрацию, так и перейти на физический план. Он заявляет, что у венерианцев есть корабли-матки длиной в четыре мили. Крем утверждает, что главным божеством Земли является обитающий в Шамбале Санат Кумара — нордический пришелец, прибывший с Венеры 18 500 000 лет назад. Последователи Крема считают, что летающие тарелки представляют собой средство передвижения, соединяющее Венеру с Шамбалой, а круги на полях являются следами этих самых летающих тарелок.

### Учение вознесённых владык
Учение вознесённых владык основано на теософии. В традиционном учении вознесённых владык Гая Балларда и Элизабет Клэр Профет нет никаких упоминаний об НЛО и летающих тарелках. Однако Джошуа Дэвид Стоун начиная с 1993 года стал определять Аштара в качестве командира летающей тарелки. Кроме того, Стоун утверждал, что учитель Иисус под своим «галактическим» именем Сананда иногда прилетает с «командиром Аштаром» на его летающей тарелке.

### Храмовое общество
Неонацистская эзотерическая секта «Храмовое общество» (нем. Tempelhofgesellschaft) была основана в Вене в начале 1990-х годов. Учение включает в себя маркионитство в сочетании с верой в то, что арийская раса пришла на Атлантиду с Альдебарана, о чём якобы имеются древнешумерские рукописи. Арийцы получают энергию врила от Чёрного солнца и имеют божественную миссию править другими расами, чему должны поспособствовать летающие тарелки Третьего Рейха, находящиеся в распоряжении у Четвёртого рейха.